# 佐佐木未來
佐佐木未来（日语：／ Sasaki Mikoi，1991年3月30日—），出生于日本岩手縣盛岡市，日本女性聲優，隷屬於響，身高160cm，血型AB型。

## 演出作品
※粗體字為主要角色

### 電視動畫
2010年
- 偵探歌劇 少女福爾摩斯（艾露克露·伯頓）

2011年
- 灼眼的夏娜（女僕）
- 侦探歌剧 少女福尔摩斯 Summer Special（艾露克露·伯頓）
- 沉默的森田同學（柴犬子）
- 沉默的森田同學2（柴犬子）

2012年
- T寶的悲慘日常（艾露克露·伯顿）
- 其中1個是妹妹！（女學生）
- 柴犬子（日语：しばいぬ子さん）（柴犬子）
- 侦探歌剧 少女福尔摩斯 第二幕（艾露克露·伯頓）
- 侦探歌剧 少女福尔摩斯 Alternative ONE（艾露克露·伯頓）
- 侦探歌剧 少女福尔摩斯 Alternative TWO（艾露克露·伯頓）
- 千歲Get You!!（柴犬子）
- 希望宅邸（柴犬子）
- 希望宅邸 PLUS（柴犬子）
- 直笛與背包 Do♪（柴犬子）
- 直笛與背包 Re♪（柴犬子）

2013年
- 漫研社（柴犬子）
- 萌萌侵略者 OUTBREAK COMPANY（エル腐子）
- 麻雀飯店（柴犬子）
- 初音島III（葛木姬乃）
- 彩虹小馬：友情就是魔法（珍奇）

2014年
- 姐姐來了（柴犬子）
- 最近，妹妹的樣子有點怪？（根子、芽衣的母亲）
- 未來卡片 戰鬥夥伴（宇木潛、賢者潛）
- 卡片戰鬥先導者G（岡崎久美）

2015年
- 侦探歌剧 少女福尔摩斯 TD（艾露克露·伯顿）
- 干支魂（小雛）
- 未來卡片 戰鬥夥伴100（宇木潛、田島シンジ）

2016年
- 未來卡片 戰鬥夥伴DDD（宇木潛）
- SHOW BY ROCK!!#（糖果兔子）
- 謎解音（柳澤夏子）

2017年
- 漫研社～surgical friends～（鳥痔郎[2]）
- 秋葉原之旅 -THE ANIMATION-（神聖天使）
- 動物朋友（皇家企鵝[3]、袋獾）
- BanG Dream!（鰐部七菜）
- 不要輸！！惡之軍團！（KAKUWA☆旁白們 第3話旁白）
- 雛邏輯～來自幸運邏輯～（艾希莉·布萊伯利）
- 國王遊戲 The Animation（中尾美奈子）

2018年
- 隔壁的吸血鬼美眉（山田）

2019年
- Hulaing Babies（文）
- 動物朋友2（皇家企鵝）
- BanG Dream! 2nd Season（鰐部七菜）
- 毛球剛次郎（ミーシン先生）

2020年
- Hulaing Babies Petit（文）
- 入間同學入魔了！（凪）
- Rebirth（胡桃、工作人員）
- 弩級戰隊HXEROS（老闆娘）
- 彼得·格里爾的賢者時間（哥布子·基艾兒）
- 安達與島村（學生們、電視播報員、桑喬）

2021年
- 卡片戰鬥!! 先導者 overDress（近導秋子）
- 擾亂 THE PRINCESS OF SNOW AND BLOOD
- D_CIDE TRAUMEREI THE ANIMATION（母親）
- 白金終局（女性記者A）

2022年
- 終末的後宮（美鈴）
- 頂點!!!!!!!!!!!!!!!（細野ゆず[4]）
- 組長女兒與保姆
- 黑之召喚士（依莉）
- D4DJ Double Mix（青柳椿〈幼少期〉）
- 盛開的阿斯諾特莉亞 吸！（ナチュラリス）
- 卡片戰鬥!! 先導者 will+Dress（近導秋子）
- 彼得·格里爾的賢者時間 Super Extra（哥布子·基艾兒）

2023年
- 萬事屋齋藤先生轉生異世界（白狼）
- YouTuNya（かわいいねおねえさん[5]）
- 聖者無雙～上班族的異世界生存之道～（柯魯兒[6]）
- 妙廟美少女（天道真晝）
- 想當冒險者前往都市的女兒成為S級（夏綠蒂母）

2024年
- 轉生貴族憑鑑定技能扭轉人生～繼承弱小領土後，招募優秀人才打造最強領土～（安）
- 單人房、日照一般、附天使。（女性保全）
- 老夫老妻重返青春（齋藤薫）
- 精靈小姐瘦不了（一目[7]）
- 村井之戀（西藤仁美[8]）
- 轉生貴族憑鑑定技能扭轉人生～繼承弱小領土後，招募優秀人才打造最強領土～ 第2期（安）
- 再見龍生，你好人生（蒂雅朵拉[9]）
- 最狂輔助職業【話術士】世界最強戰團聽我號令（奧菲莉亞·梅瑟戴斯）

### OVA
2013年
- 元氣少女緣結神（貍绪）

2014年
- 最近，妹妹的樣子有點怪？（根子）

### 網路動畫
2021年
- 干支魂～貓客萬來～（小雛）

### 遊戲
2010年
- ai sp@ce（艾露克露·伯顿）
- 偵探歌劇 少女福爾摩斯（艾露克露·伯顿）

2011年
- Weiß Schwarz Portable
- 魔界戰記4（宇宙人、恶魔3、夢魔、裏面への渡し人）
- 桃色大戰（神矢真水）

2012年
- 初音島III（葛木姬乃）
- 偵探歌劇 少女福爾摩斯2（艾露克露·伯頓[10]）

2014年
- 82H Blossom（柳井早織[11]）

2016年
- 魯弗蘭的地下迷宮與魔女的旅團（尤莉艾緹[12]））

2017年
- 幻想少女（步練師[13]）
- 戰車衝突（席妮·海德[14]）
- 戰場的雙馬尾（巴德、米奇）
- 秘密旅店（夏子）
- 勇氣之劍×火焰之魂（阿斯特雷姆[15]）
- 月光下的異世界之旅（路維[16]）

2018年
- 戰國ASURA（椿[17]）
- Triple MonsterS（美景[18]）
- 遊魂2 -you're the only one-（湯之花菜乃）
- 少女☆歌劇Revue Starlight -Re LIVE-（胡蝶靜羽[19]）

2023年
- 棕色塵埃2（伊柯利普斯）

### 廣播劇CD
2011年
- 飴色紅茶館歓談2（客D）
- GIRL FRIENDS（熊倉真理子）
- 偵探歌劇 少女福爾摩斯系列（2011年－2012年，艾露克露·伯頓） - 官方公式書同梱廣播劇CD、Comptiq2012年3月號附屬廣播劇CD、第2幕 Variety Book同梱廣播劇CD

2012年
- ALCA 廣播劇CD Lyric. l「ALCA 〜黎明的克洛德〜」（進藤小牧）
- D.C.III系列（葛木姬乃） - 初回盤同梱廣播劇CD
- D.C.III廣播劇CD合輯 vol.I - III、vol.V（2012年－2013年，葛木姬乃）

2013年
- 神狩Daemons Trigger 廣播劇CD（園上冬佳）

2015年
- D.C.III side stories系列（葛木姬乃）[20]

### 廣播節目
- 少女福爾摩斯 偵探學院放送室（2009年－2010年，HiBiKi Radio Station）
- 少女福爾摩斯 偵探學院放送室2（2010年－2011年，廣播大阪）
- Victory Spark 卡片遊戲廣播！〜〜（2011年 - 2014年、HiBiKi Radio Station）
- 少女福爾摩斯 偵探學院放送室3（2011年，HiBiKi Radio Station）
- 少女福爾摩斯 偵探學院放送室4（2012年，HiBiKi Radio Station）
- 風見學園新聞部（2012年－2013年、HiBiKi Radio Station）
- 少女福爾摩斯廣播〜公主&愉快的同伴們〜（2012年，HiBiKi Radio Station）[21]
- 少女福爾摩斯 偵探學院放送室渦輪（2013年，HiBiKi Radio Station）
- 春學自動車部（2013年，HiBiKi Radio Station）
- 廣播D.C.（2013年，HiBiKi Radio Station）[22]
- 廣播 兩人是少女福爾摩斯（2013年，HiBiKi Radio Station[23]）
- 少女福爾摩斯時間（2014年，HiBiKi Radio Station）[24]
- 廣播D.C.2014（2014年，HiBiKi Radio Station）[25]
- 福爾摩斯廣播（2015年，HiBiKi Radio Station）[26]
- 廣播 卡片戰鬥先導者G NEXT（2016年－2017年，廣播大阪、HiBiKi Radio Station）[27]
- 動物朋友 presents 朋友探險隊（2017年－2018年，文化放送）[28]
- Anitere presents 朋友探險隊2（2018年－，文化放送）

### 電視節目
- 少女福爾摩斯 課外授課（京都放送、神奈川電視台：2010年4月－11月、「超！動畫天國」內）
- 聲優綜藝 SAY!YOU!SAY!ME!（愛知電視台：2011年）
- 少女福爾摩斯 特別授課（筑波電視台：2011年10月－2012年12月）
- 武士道TCG情報局（TOKYO MX、BS11：2012年4月－2013年3月）
- Anige☆Eleven!（BS11：2016年2月25日）

### 彈珠機
- 彈珠機 探偵歌劇 少女福爾摩斯 TD 消失的7與奇跡之歌（艾露克露·伯頓[29]）

### 舞台
- 朗讀劇「DSE Reading PARTY!」（2016年4月16日，GEKIBA）
- 動物朋友（2017年6月14日－18日，品川王子大飯店俱樂部eX）- 飾演 皇家企鵝[30]
- DEVIL MAY CRY ー THE LIVE HACKER ー（2019年3月1日－10日，Zepp DiverCity TOKYO）- 飾演 莉莉[31]

### 其他
- 動畫歌演唱[32]
- 求人情報網站「an」「打工Koi機器人♡杏ちゃん」（2013年，PV旁白[33]）
- 悶騷春日（2019年3月8日－3月29日，富士電視台）旁白

## 外部連結
- （日語）ブシロードメディアによる公式プロフィール
- （日語）響による公式プロフィール（页面存档备份，存于）
- （日語）みころんルーム 351号室（页面存档备份，存于）
- （日語）佐佐木未来的X（前Twitter）